# Kloden drejer
"Kloden drejer" var Danmarks bidrag til Eurovision Song Contest 1983. Den blev fremført på dansk af Gry Johansen.
Sangen havde vundet Dansk Melodi Grand Prix 1983 med 60 point, hvor den modtog  topkarakter fra alle de fem juryer.
Ved Eurovision Song Contest blev den fremført som det femtende indslag efter Tysklands Hoffmann & Hoffmann med "Rücksicht" og inden Israels Ofra Haza med "Khay". Ved afstemningen modtog sangen 16 point, hvilket resulterede i en syttendeplads ud af et felt på 20.
Sangen er en kærlighedssang, hvor Gry sammenstiller et møde mellem to personer og roen det kan bringe i kaosset i hverdagen.